# Glacier Lambert
Le glacier Lambert est un glacier majeur de l'Antarctique oriental. Avec près de 100 km de large, plus de 400 km de long et environ 2 500 m d'épaisseur, il détient le record du monde du plus large glacier. Il draine 8 % de la calotte polaire antarctique dans les monts du Prince-Charles et alimente la barrière d'Amery dans la baie de Prydz.